# Sergueï Metreveli
Pour les articles homonymes, voir Metreveli.
Sergueï Vassilievitch Metreveli est un citoyen soviétique, de nationalité géorgienne, juste parmi les nations. Il a aidé deux juifs du district de Kislovodsk à fuir lors dans une zone montagneuse de Géorgie non occupée par les Allemands.

## La marche
Sergueï Metreveli a sauvé Emile Siegel, évacué à Kislovodsk en 1941, et Arkadi Mironovich Rabinovich. En août 1942, au moment de l'avance allemande dans le sud de la Russie et dans le Caucase, Sergueï Metreveli, militant internationaliste, rencontre par l'intermédiaire d'un ami Emile Siegel, colonel à la retraite et académicien. Metrevili, Siegel, Rabinovitch, Ivan Fiodorovitch Gouguechachvili et deux autres Géorgiens entreprennent une marche de 16 jours et de 486 km, à partir de Kislovodsk, à travers la région de Piatigorsk et la Kabardino-Balkarie, jusqu'en Géorgie, non occupée.
Les parents de Siegel sont capturés début septembre et sont amenés à Mineralnye Vody, où ils sont abattus dans le ravin de Tankov. Ses frères mourront sur le front russe. 
Siegel et Metreveli restent en contact et se retrouveront après la guerre. Le nom de Metreveli est inscrit après sa mort au mémorial de Yad vashem en tant que juste parmi les nations